# Samuel Melin
Samuel Melin, född 9 december 1849 i Brunns socken i Älvsborgs län, död 14 augusti 1931 i Falköpings stadsförsamling i Skaraborgs län, var en svensk präst. 

## Karriär
Samuel Melin var son till Anders Svensson och Sara Jansdotter samt blev stamfader för släkten Melin från Västergötland. Efter studentexamen vid Fjellstedtska skolan i Uppsala 1877 tog han teoretisk-teologisk och praktisk-teologisk examina 1880 och prästvigdes den 24 december samma år i Skara domkyrka. Melin tjänstgjorde i Skara stift i församlingarna Häggum, Daretorp och Bottnaryd. Han tillträdde tjänsten som komminister i Valstad 1885 och kallades som fjärde provpredikant till kyrkoherde i Dimbo och tillträdde tjänsten där 1894. Melin utnämndes till kontraktsprost i Vartofta kontrakt 1910. Han blev vid 77 års ålder emeritus år 1926 och bosatte sig i Falköping. Melin var ledamot av Vasaorden. Han är begravd i Dimbo.

## Familj
Samuel Melin gifte sig 1884 med Hilda Augusta Emilia Stenborg, född den 18 mars 1861. Hon var dotter till godsägaren Carl Viktor Stenborg och Augusta Amalia Wickert på Skämningsfors, herrgård i nuvarande Habo kommun. Makarna Melin fick sju söner och två döttrar. Sex av sönerna blev präster och den ena dottern gifte sig med en präst, varför Hilda Melin kallades "storprästmor i Dimbo". Hon dog i Tibro den 17 december 1945 och är begravd i Dimbo.
Makarnas nio barn var följande: kontraktsprosten Samuel Melin (den yngre), prosten Josef Melin, botanikern Elias Melin, rektorn Daniel Melin, kyrkoherde Paul Melin, läraren Elinor, gift med författaren Olof Seger, kontraktsprosten David Melin, skolköksläraren Hillevi, gift med kontraktsprosten Olof Andersson, och kontraktsprosten Ruben Melin.